# Montagnes centrales

Localisation de la région Tây Nguyên au Vietnam.

Les Montagnes centrales ou parfois Hauts Plateaux du Centre (Tây Nguyên en vietnamien) est une région du Viêt Nam.

## Géographie

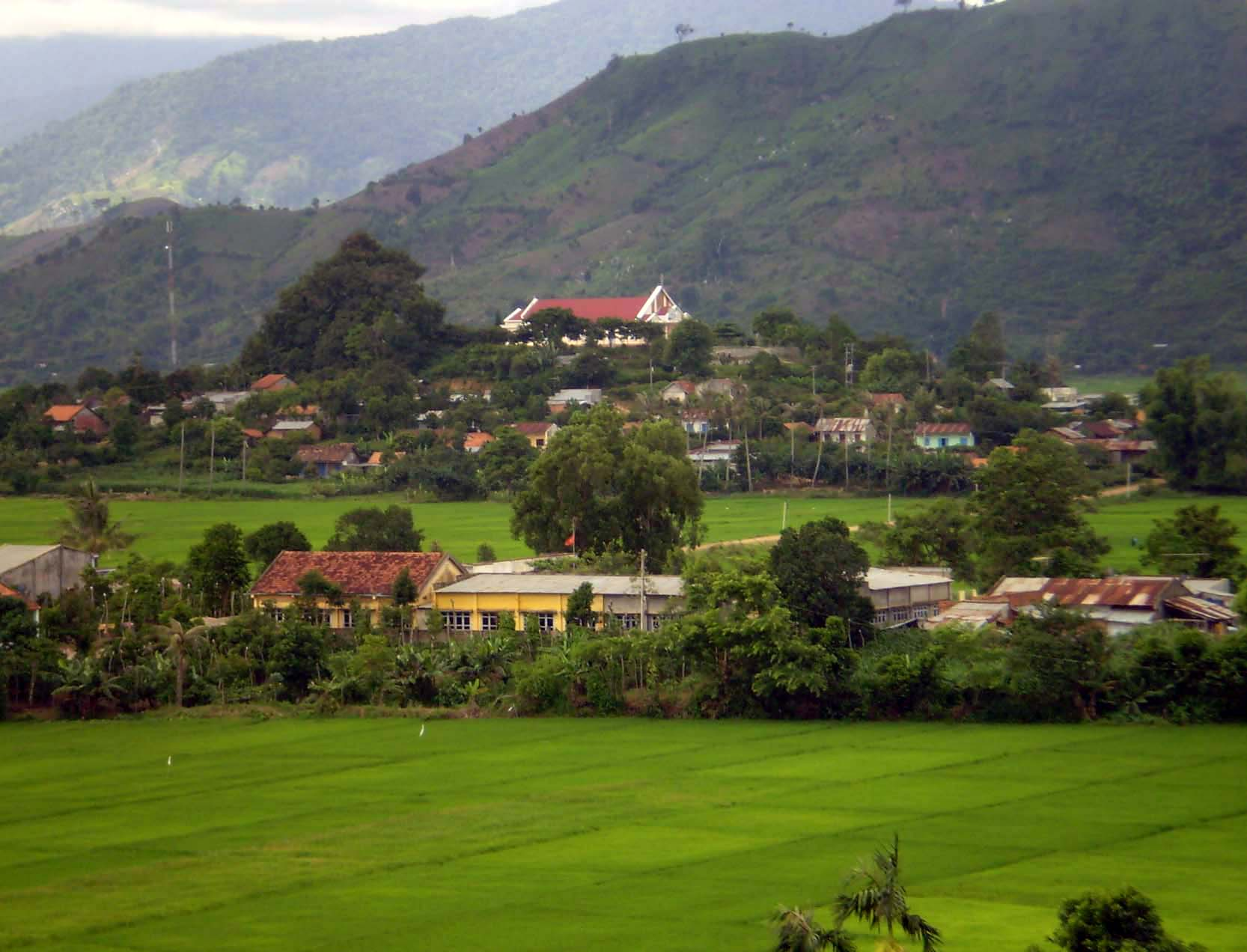
Village de Đông Sơn, berceau de la civilisation đôngsơnienne.

Tây Nguyên est à cheval sur les provinces de Đắk Lắk, Kon Tum, Gia Lai, Đắk Nông, Lâm Đồng. C'est le berceau de l'espace de la culture des Gongs inscrit au patrimoine culturel immatériel de l'humanité par l'UNESCO.
Les villes principales de cette région sont : Dalat, Buôn Ma Thuột, Pleiku, Kon Tum.

## Provinces
| Provinces | Capitale      | Population (2009) | Population (2012) | Superficie (km²) |
| --------- | ------------- | ----------------- | ----------------- | ---------------- |
| Đắk Lắk   | Buôn Ma Thuột | 1 737 600         | 1 796 700         | 13 139,2         |
| Đắk Nông  | Gia Nghĩa     | 407 300           | 543 200           | 6 516,9          |
| Gia Lai   | Pleiku        | 1 161 700         | 1 342 700         | 15 536,9         |
| Kon Tum   | Kon Tum       | 383 100           | 462 400           | 9 690,5          |
| Lâm Đồng  | Da Lat        | 1 179 200         | 1 234 600         | 9 776,1          |